# Koningspionopening
In het schaken is een koningspionopening een opening die begint met een opmars van de witte koningspion, dus met 1.e2-e4 of met 1.e2-e3.
De koningspionopening valt uiteen in drie subcategorieën:
- open spelen, beginnend met 1.e2-e4 e7-e5
- halfopen spelen, waarbij wit begint met 1.e2-e4, en zwart antwoordt met een andere zet dan 1… e7-e5 (zoals 1… c7-c5)
- openingen beginnend met 1.e2-e3